# فاي كينغ
فاي كينغ (بالإنجليزية: Fay King)‏ هو لاعب كرة قدم أمريكية أمريكي، ولد في 7 أبريل 1922 في Alton, Alabama ‏ في الولايات المتحدة، وتوفي في 5 يونيو 1983 في لينكولنتون في الولايات المتحدة.

## وصلات خارجية
- فاي كينغ على موقع مرجع كرة القدم المحترفة.كوم (الإنجليزية)